# Nils Eekhoff
Nils Eekhoff (Rijsenhout, 23 januari 1998) is een Nederlands wielrenner die sinds 2020 rijdt voor Team dsm-firmenich PostNL.

## Carrière
Als eerstejaars junior werd Eekhoff zesde in de Tour du Pays de Vaud, wat hem de tweede plaats in het jongerenklassement opleverde. Later dat jaar won hij, met een voorsprong van zes punten op Ide Schelling, het bergklassement van de Ronde des Vallées, werd hij negende in het eindklassement van de GP Rüebliland en eindigde hij op plek 24 in de wegwedstrijd op het wereldkampioenschap.
In april 2016 werd Eekhoff, achter Jarno Mobach, tweede in de juniorenversie van Parijs-Roubaix. Een maand later won hij de laatste etappe van de Vredeskoers voor junioren en eindigde hij bovenaan het puntenklassement. In de Ronde des Vallées won hij de individuele tijdrit, wat hem de tweede plaats in het eindklassement opleverde. Op het Europese kampioenschap zette Eekhoff de negentiende tijd neer in de tijdrit, waar winnaar Alexys Brunel bijna twee minuten sneller was. Drie dagen later eindigde hij net buiten het podium: in dezelfde tijd als winnaar Nicolas Malle kwam Eekhoff als vierde over de streep. Twee maanden later werd hij zestiende op het wereldkampioenschap tijdrijden. Later die maand werd bekend dat hij in het seizoen 2017 uit zou komen voor Development Team Sunweb.
Eekhoff begon 2017 met een negentiende en een achtste plaats in respectievelijk de Trofej Umag en de Trofej Poreč, twee Kroatische eendagswedstrijden. In april werd hij, met een achterstand van elf punten op Marc Hirschi, tweede in het bergklassement van de Triptyque des Monts et Châteaux. Bijna twee maanden later was hij de beste in de beloftenversie van Parijs-Roubaix. In de door Luka Mezgec gewonnen Veenendaal-Veenendaal Classic werd Eekhoff elfde. Begin maart 2018 werd hij veertiende in de door Emīls Liepiņš gewonnen Trofej Poreč. Vijf dagen later won hij de proloog van de Istrian Spring Trophy, voor Robert-Jon McCarthy en Alexander Kamp.
Op het WK voor beloften 2019 leek hij de wedstrijd te hebben gewonnen, maar werd hij na afloop door de jury gediskwalificeerd wegens stayeren achter een volgwagen na een valpartij vroeg in de koers.
Op het NK 2020 werd Eekhoff tweede achter Mathieu van der Poel in de wegwedstrijd op een parcours dat op en rond de VAM-berg in Drenthe werd gehouden.
Eekhoff viel op zijn derde wedstrijddag in 2025 in de AlUla Tour. Hij hield een kaakfractuur en gebroken tand aan de val over. Later dat jaar wist hij in maart Nokere Koerse te winnen in een sprint.

## Overwinningen

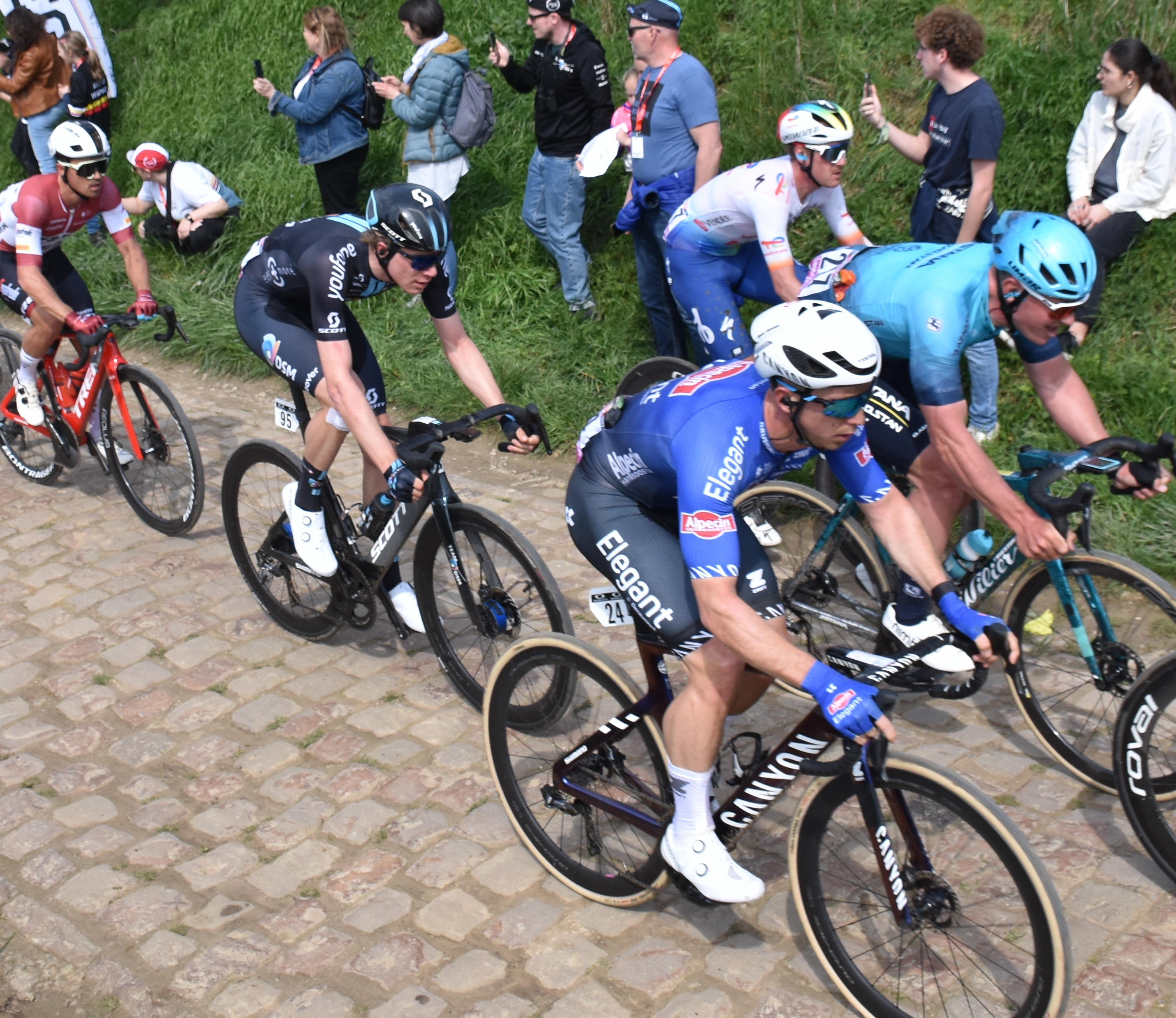
Paris-Roubaix 2023 - Secteur pavé de Quiévy à Saint-Python - N° 95 Nils Eekhoff.

2015
Bergklassement Ronde des Vallées
2016
4e etappe Vredeskoers, junioren
Puntenklassement Vredeskoers, junioren
2e etappe Ronde des Vallées
2017
Parijs-Roubaix, beloften
2018
Proloog Istrian Spring Trophy
2019
7e etappe Ronde van Bretagne
Jongerenklassement Ronde van Bretagne
Ronde van Overijssel
Proloog Grote Prijs Priessnitz spa
2021
Jongerenklassement Boucles de la Mayenne
2023
Proloog ZLM Tour
2025
Nokere Koerse

## Resultaten in voornaamste wedstrijden
| Jaar | Ronde van Italië | Ronde van Frankrijk | Ronde van Spanje |
| ---- | ---------------- | ------------------- | ---------------- |
| 2019 |                  |                     |                  |
| 2020 |                  |                     |                  |
| 2021 |                  | 126e                |                  |
| 2022 |                  | 119e                |                  |
| 2023 |                  | 138e                |                  |
| 2024 |                  | opgave              |                  |

| Jaar | Milaan-San Remo | Gent-Wevelgem | Ronde van Vlaanderen | Parijs-Roubaix | Bretagne Classic |  | Wereldranglijsten |
| ---- | --------------- | ------------- | -------------------- | -------------- | ---------------- |  | ----------------- |
| 2019 |                 |               |                      |                |                  |  | 350e (UWR)        |
| 2020 |                 | opgave        | 58e                  |                | 7e               |  |                   |
| 2021 |                 | 81e           | opgave               | 46e            |                  |  |                   |
| 2022 |                 |               |                      |                |                  |  |                   |
| 2023 | 147e            | opgave        | opgave               | 86e            |                  |  |                   |
| 2024 |                 | opgave        | 49e                  | 32e            |                  |  |                   |

## Ploegen
- 2017 –  Development Team Sunweb
- 2018 –  Development Team Sunweb
- 2019 –  Development Team Sunweb
- 2020 –  Team Sunweb
- 2021 –  Team DSM
- 2022 –  Team DSM
- 2023 –  Team DSM
- 2024 –  Team dsm-firmenich PostNL
- 2025 –  Team dsm-firmenich PostNL

Bétouigt-Suire · Eekhoff · Gall · Goos · Gressier · Kanter · Mobach · Nieuwenhuis · Rohde · Salmon · Stork · Zepuntke
Eekhoff · Gall · Heinschke · Hirschi · Kanter · Märkl · Mobach · Nieuwenhuis · Salmon · Stork · Tu · Vanoverberghe
Arensman (vanaf 1 juli) · Arndt · Benoot · Bol · Dainese · Denz · Donovan · Eekhoff · Gall · Haga · Hamilton · Hindley · Hirschi · Kanter · Kelderman · A. Kragh Andersen · S. Kragh Andersen · Matthews · Nieuwenhuis · Oomen · Pedersen · Power · Roche · Salmon · Storer · Stork · Sütterlin · Tusveld · Van Wilder · Vermaerke (stagiair)
Arensman · Arndt · Bardet · Benoot · Bol · Brenner · Combaud · Dainese · Denz · Donovan · Eekhoff · Gall · Haga · Hamilton · Hindley · Kanter · A. Kragh Andersen · S. Kragh Andersen · Leknessund · Markl · Nieuwenhuis · Pedersen · Roche · Salmon · Storer · Stork · Sütterlin · Tusveld · Vermaerke · Van Wilder
Arensman · Arndt · Bardet · Bittner (vanaf 1/8) · Bol · Brenner · Combaud · Dainese · Degenkolb · Denz · Donovan · Eekhoff · Hamilton · Heinschke · Hvideberg · A. Kragh Andersen · S. Kragh Andersen · Leknessund · Markl · Mayrhofer · Naberman · Nieuwenhuis · Pedersen · Rodenberg · Stork · Tusveld · van Uden (vanaf 1/8) · Vandenabeele · Vermaerke · Welsford
Andresen · Bardet · Bevin · Bittner · Brenner · Combaud · Dainese · Degenkolb · Dinham · Edmondson · Eekhoff · Hamilton · Heinschke · Hvideberg · Leknessund · Markl · Mayrhofer · Milesi · Naberman · Onley · Poole · Rodenberg · Stork · Tusveld · van Uden · Vandenabeele · Vanhoucke (tot 14/8) · Vermaerke · Welsford
Andresen · Bardet · Barguil · Van den Berg · Bevin · Bittner · Van den Broek · Combaud · Degenkolb · Dinham · Eddy · Edmondson · Eekhoff · Hamilton · Jakobsen · Leemreize · Leijnse · Liepiņš · Märkl · Naberman · Onley · Poole · Roosen · Tusveld · van Uden · Vermaerke · Welten · Koerdt (stagiair)